# Зеленокрылки
Зеленокрылки (лат. Chrysanthia)  — род жуков-узкокрылок.

## Распространение
На территории России распространены пять видов. На территории от Европы до Японии.

## Описание
Жуки небольших размеров, в длину достигающие 5,5-13 мм. Тело сравнительно узкое, от слабо уплощённого до заметно выпуклого, имеет металлически-зелёную окраску, или с металлическим оттенком другого цвета. Жвалы с раздоенной вершиной. Последний членик челюстных щупиков слабосекировидный. Глаза не вырезанные. Голова с глазами имеют такую же ширину, что и переднеспинка. Усики обычно достигают середины надкрылий и редко заходят за середину. Переднеспинка обычно более или менее сердцевидная. Надкрылья параллельные или умеренно-расширенные в задней части, как правило с тремя-четырьмя более или менее развитыми жилками, вторая жилка снаружи почти незаметна.

## Экология
Взрослые жуки обычно встречаются на цветках.

## Перечень видов
В состав рода входят:
- Chrysanthia bhutanica Љvihla, 1980 — Бутан
- Chrysanthia canaliculata Yablokov-Khnzoryan, 1974 — Таджикистан (Комсомолабад)
- Chrysanthia chalcochroa Fairmaire, 1892 — Малая Азия
- Chrysanthia cyanescens Pic, 1926 — Индия
- Chrysanthia cyprica Pic, 1920 — Малая Азия
- Chrysanthia distinctithorax Pic, 1904 — Малая Азия
- Chrysanthia flavipes Reitter, 1889 — Малая Азия
- Chrysanthia fuscimembris Fairmaire, 1891 — Индия, Пакистан
- Chrysanthia geniculata W. L. E. Schmidt, 1846 — от Европы до центральной части Китая и Японии
- Chrysanthia hamata Vazquez, 1989 — Пиренейский полуостров
- Chrysanthia himalaica Champion, 1920 — Индия
- Chrysanthia holzschuhi Pardo-Alcaide, 1972
- Chrysanthia krali Љvihla, 1982 — Узбекистан
- Chrysanthia maroccana Pic & Lindberg, 1932 — Алтайские горы
- Chrysanthia planiceps Kiesenwetter, 1878
- Chrysanthia reitteri Seidlitz, 1899 — Пиренейский полуостров
- Chrysanthia rugicollis Champion, 1920 — Индия
- Chrysanthia superba Reitter, 1872 — Северная Африка, Пиренейский полуостров
- Chrysanthia valens Champion, 1920 — Индия
- Chrysanthia varipes Kiesenwetter, 1861 — Балканский Полуостров, Малая Азия, Кавказ
- Chrysanthia viridissima Linnaeus, 1758 — от Европы на восток до Сибири
- Chrysanthia wittmeri Љvihla, 1980 — Индия, Пакистан (Кашмир)